# Inanda (Sourou)
Pour les articles homonymes, voir Inanda.
Inanda est une commune située dans le département de Toéni de la province du Sourou au Burkina Faso.